# The Capris
The Capris sono un gruppo doo wop italo-americano che divenne una one-hit wonder nel 1961 con il brano "There's a Moon Out Tonight". Il gruppo tentò una rinascita di popolarità negli anni '80, quando tre membri si riformarono e The Manhattan Transfer rifecero la loro canzone, "Morse Code of Love", raggiungendo la US Hot 100 e la top 20 degli U.S. AC.

## Discografia

### Albums
- 1982 - There’s a Moon Out Again
- 1992 - Morse Code of Love[2]
- 2000 - There's A Moon Out Tonight - The Very Best Of The Capris[3]

### Singles
| Titolo                                            | Informazioni di stampa   | Anno | Note  |
| ------------------------------------------------- | ------------------------ | ---- | ----- |
| "There's a Moon Out Tonight" / "Indian Girl"      | Planet P-1010            | 1958 |       |
| "There’s a Moon Out Tonight" / "Indian Girl"      | Lost-Nite L-101          | 1960 |       |
| "There’s a Moon Out Tonight" / "Indian Girl"      | Old Town 1094            | 1960 |       |
| "There’s a Moon Out Tonight" / "Indian Girl"      | Trommers TR-101          | 1961 |       |
| "Where I Fell in Love" / "Some People Think"      | Old Town 1099            | 1961 |       |
| "Tears in My Eyes" / "Why Do I Cry"               | Old Town 1103            | 1961 |       |
| "Girl in My Dreams" / "My Island In The Sun"      | OLd Town 1107            | 1961 |       |
| "Limbo" / ""From the Vine Came the Grape"         | Mr. Peeke Records MP 118 | 1962 |       |
| "Freedom Medley" (unreleased)                     |                          | 1969 |       |
| "Morse Code of Love" / "There's a Moon Out Again" | Ambient Sound / CBS      | 1982 | [ 4 ] |